# Grand American Road Racing Association
De Grand American Road Racing Association kortweg Grand Am is een Amerikaanse organisatie die wegraces organiseert in Noord-Amerika. De organisatie werd opgericht in 1999 en organiseert momenteel vijf kampioenschappen:

## Races

### Rolex Sports Car Series
De Rolex Sports Car Series werd opgericht in 2000. Het is een raceklasse waar ze rijden met Daytona-prototypes van de LMP en de GT klasse. De races worden op circuits in Mexico, Canada en de VS gereden.

### KONI Challenge Series
De KONI Challenge Series ook wel de Grand Am Cup genoemd is van origine Canadese raceklasse voordat deze overgenomen werd door de Grand Am. In deze klasse wordt met toerwagens gereden. Er zijn twee verschillende klassen: Grand Sport (GS) voor de dure sportwagens en Street Tuner (TS) voor de getunede auto's. Veel van deze races staan in het voorprogramma van de Rolex Sports Car Series.

### Ferrari Challenge
De Ferrari Challenge is een raceklasse met competities wereldwijd. Ze gebruikten tot het seizoen van 2006 Ferrari 360 Modenas maar gebruiken nu Ferrari F430's. De winnaar van elke competitie gaat naar Modena, Italië om tegen de winnaars van andere competities te racen.

### Shell Historic Challenge
Dit is een raceklasse waar met oude Italiaanse auto's wordt geracet. Het is meer een tentoonstelling van oude auto's dan een echte race.

### SunTrust Moto-ST Series
De SunTrust Moto-ST Series is het enige motorrace kampioenschap dat georganiseerd wordt door Grand Am. Het is een endurance serie. Alle motoren moeten vier-in-lijn, twee cilinder, die beoordeeld wordt door vermogen en gewicht in welke klasse ze komen.